# クスコヒグリン
クスコヒグリン(Cuscohygrine)は、コカに含まれるピロリジンアルカロイドである。ベラドンナ、ケチョウセンアサガオ、シロバナヨウシュチョウセンアサガオ等のナス科の植物にも含まれる。クスコヒグリンは、通常、アトロピンやコカイン等のより強いアルカロイドとともに存在する。
クスコヒグリンや代謝物のヒグリンは、1889年にカール・リーバーマンによってコカの葉（「クスコの葉」としても知られる）にコカインとともに含まれるアルカロイドとして、初めて単離された。
クスコヒグリンは、真空中でのみ分解されずに蒸留できる油である。水に可溶である。40-41℃で溶解する三水和物の結晶も形成する。